# كون اهتزازي
إن نظرية الكون الاهتزازي هو عبارة عن نموذج كوني تم الإشارة إليها بشكل مختصر من قبل ألبرت أينشتاين في عام 1930 و قد أنتقده ريتشارد تولمان في عام 1934, وخصوصاً فكرة الكون الموجود بشكل اهتزازي, إي أنه يبدأ بانفجار عظيم و ينتهي بانكماش عظيم. بعد الانفجار العظيم, يبدأ الكون بالتوسع لمدة قبل أن يحدث تجاذب ثقالي للمادة التي تسبب بانهيار الكون، أي على شكل ما يُسمى بالارتداد.